# Ralph Klein (politicus)

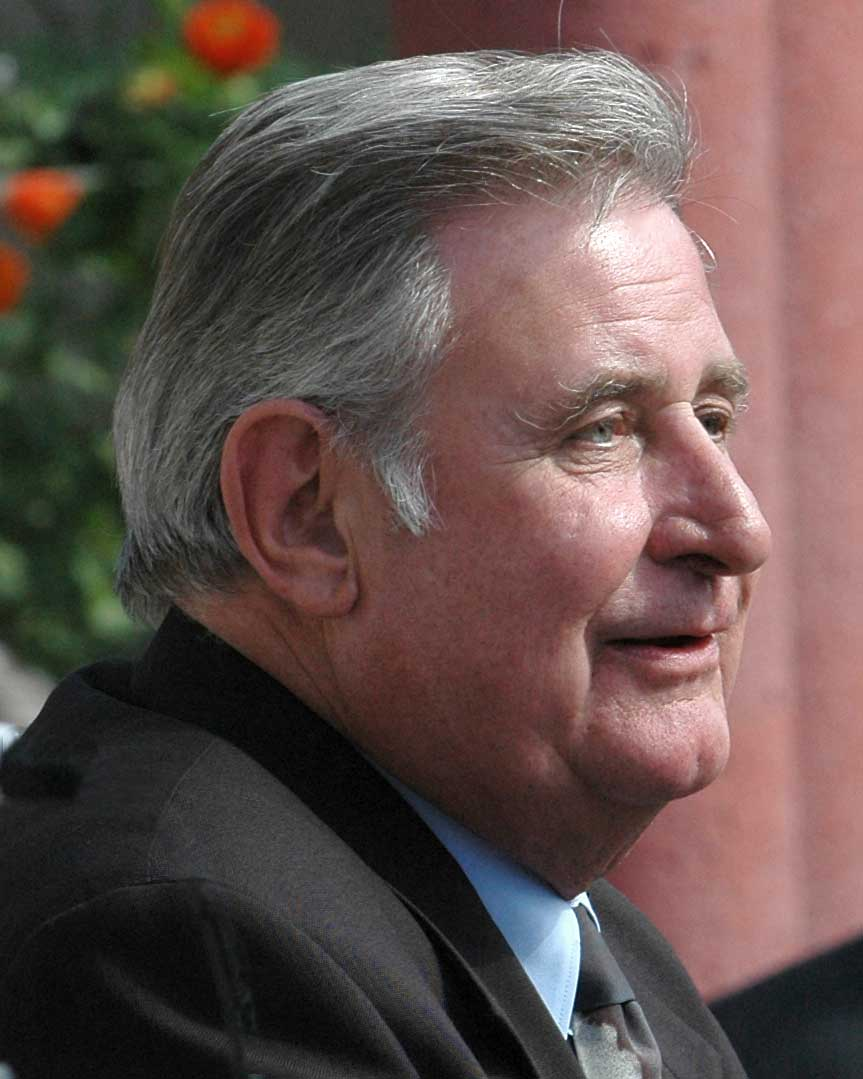
Ralph Klein (2006)

Ralph Phillip Klein (Calgary 1 november 1942 – aldaar, 29 maart 2013) was een Canadees politicus. Hij was lid van de Progressief-Conservatieve Partij van Alberta en was de twaalfde premier van de Canadese provincie Alberta.
Klein genoot onderwijs in Calgary maar verliet de middelbare school om in de luchtmacht te dienen. Na zijn diensttijd maakte hij zijn schoolopleiding af. Hierna was hij onder meer schoolhoofd en journalist.
In 1980 werd Klein gekozen tot burgemeester van Calgary waardoor hij de tweede burgemeester van die stad werd die ook daadwerkelijk in Calgary was geboren. In 1983 en 1986 werd hij herkozen. Klein was burgemeester tijdens de Olympische Winterspelen van 1988.
In 1989 werd Klein voor de eerste maal gekozen tot lid van de provinciale wetgevende vergadering als afgevaardigde van het district Calgary-Elbow. Korte tijd later werd hij aangesteld als minister van milieu. Op 14 december 1992 werd hij aangesteld als Premier van Alberta en enige maanden later zou hij zijn Progressief Conservatieve Partij naar een verkiezingsoverwinning loodsen. Daarna won hij nog driemaal herverkiezing, de laatste keer in 2004.
Zijn langdurig premierschap (hij is de op een na langstzittende premier in de geschiedenis van Alberta) en zijn autocratische stijl van leidinggeven hebben hem de bijnaam King Ralph bezorgd. Onder zijn leiding, en geholpen door Alberta's rijkdom aan olie, werd Alberta de enige provincie die geheel schuldenvrij was. In september 2005 kondigde Klein aan dat iedere bewoner van Alberta, uitgezonderd gevangenen, een bonusuitkering van 400 dollar zou ontvangen, de zogenaamde Ralph Bucks.
De populariteit van Klein was de laatste jaren van zijn regeerperiode afgenomen, o.a. door krasse uitspraken en zijn alcoholisme. Nadat hij niet meer de verwachte grote steun kreeg van zijn partij kondigde Klein in het voorjaar van 2006 zijn afscheid aan als premier van Alberta. Op 14 december 2006 werd Ed Stelmach geïnstalleerd als de opvolger van Klein als na als nieuwe leider van de Progressief Conservatieven te zijn verkozen.
Bij Klein wordt de Ziekte van Pick geconstateerd waaraan hij eind maart 2013 op 70-jarige leeftijd aan overlijdt.